# محمدعلی مجیری
محمدعلی مجیری (زادهٔ ۱۳۸۰ خمینی شهر)، ووشوکار و تالوکار ایرانی است.
وی در مسابقات ووشو قهرمانی جهان ۲۰۱۹ توانست دومین مدال طلای تاریخ ووشو ایران در تالو را در رقابت‌های جهانی این رشته به‌دست‌آورد. (نخستین مدال طلا در تاریخ تالو را جاوید دیداری در مسابقات ووشو قهرمانی جهان ۲۰۰۱ به‌دست آورده بود)

## نتایج (به تفکیک مسابقات)

### مسابقات ووشو قهرمانی جهان ۲۰۱۹
مدال طلا ۲۰۱۹ شانگهای؛
«محمدعلی مجیری» که به تازگی به رده سنی بزرگسالان آمده‌است با نمایشی خیره کننده و کسب امتیاز ۹٫۶۳ بالاتر از تمامی حریفان مطرح خود ایستاد و قهرمان شد تا نامش در تاریخ ثبت شود. این نخستین بار است که تالوکاران ایران در بخش انفرادی به مدال طلای جهان دست می‌یابند. نماینده چین تایپه با ۹٫۶۲ و کره جنوبی با ۹٫۶۱ در رتبه‌های دوم و سوم ایستادند.